# رود اوکیتسو

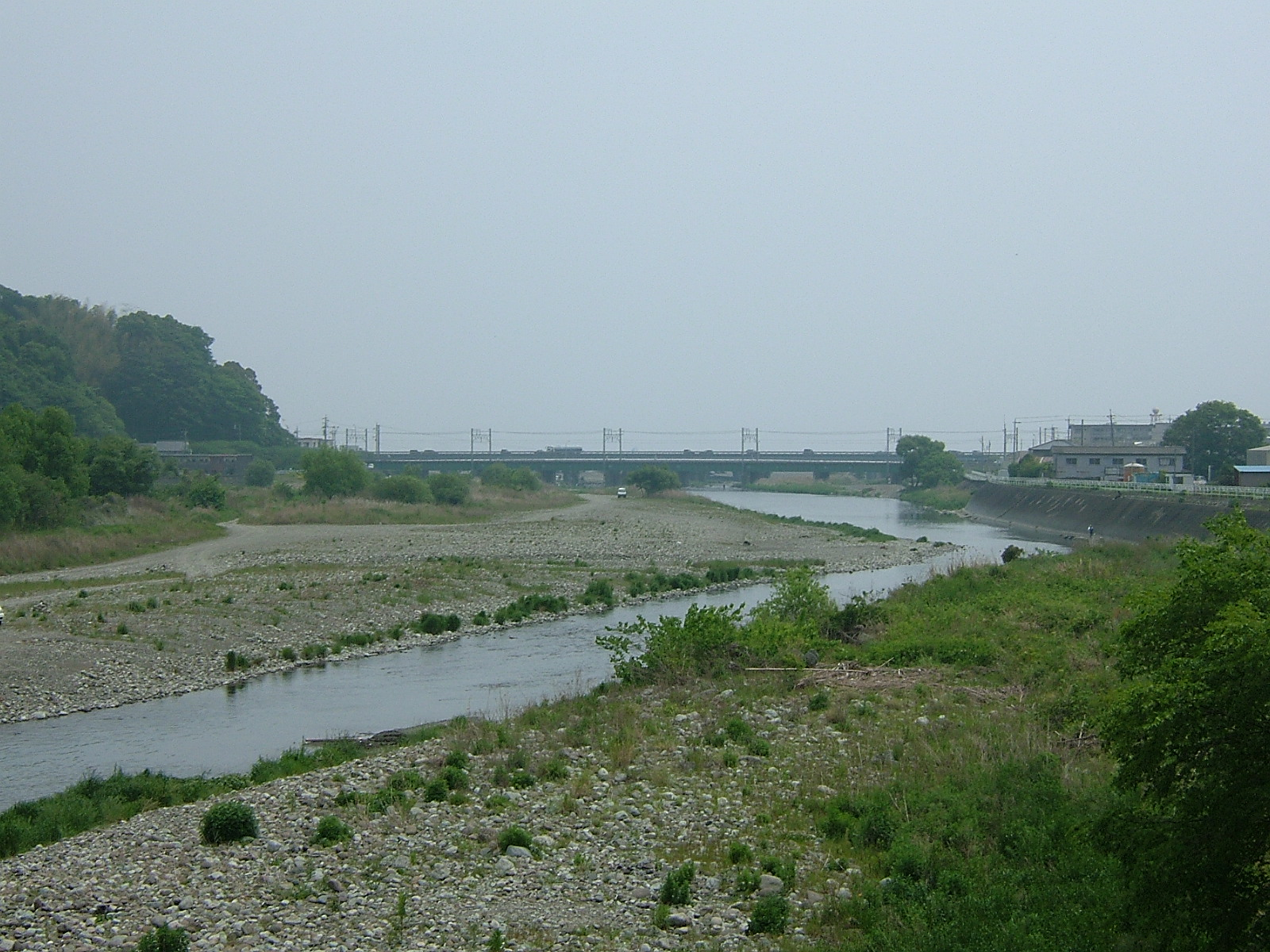

رود اوکیتسو (به ژاپنی: 興津川 おきつがわ)، یک رود منتهی به خلیج سوروگا در اقیانوس آرام، در بخش شیمیزو-کو، شیزوئوکا شهر شیزوئوکا استان شیزوئوکا، ژاپن است. طول آن ۲۲ کیلومتر است.